# 戸村義得

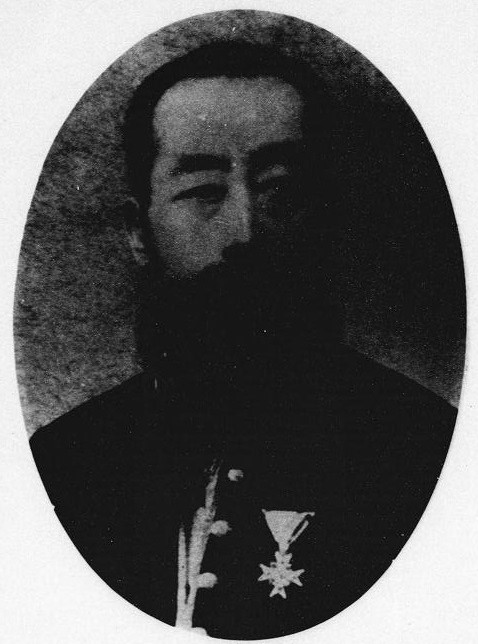
戸村義得

戸村 義得（とむら よしあり、1849年〈嘉永2年〉5月 - 1906年〈明治39年〉3月26日）は、戸村家16代、幕末の出羽久保田藩の横手所預（横手城代 第12代）、第四十八国立銀行初代頭取。通称は秀雄、大学。号は棠堂、茶顚、静学軒。

## 人物
佐竹氏一門・戸村家の宗家で、父は戸村義效。嘉永2年、横手に生まれる。父が久保田藩家老となるにあたり、1868年（明治元年）8月3日に横手所預（城代）を譲られる。戊辰戦争（秋田戦争）では横手城に攻め寄せる奥羽越列藩同盟軍に対し、本藩や奥羽鎮撫総督府からの援軍がない中、19歳にして籠城し戦うが、力及ばず落城した（横手の戦い）。
1879年（明治12年）、第四十八国立銀行（のちの秋田銀行）創立にともない、発起人の一人として頭取に就任した（翌年退任し取締役に）。
1880年（明治13年）5月、秋田女子師範学校の副校長心得となる。
1884年（明治17年）、河辺郡長となり、その後、鹿角郡長となる。
1889年（明治22年）7月、平鹿郡長となる。
1905年（明治38年）5月、横手町長となり、在任中に没した。